# Illusion de transparence
L’illusion de transparence est la tendance qu'ont les individus à surestimer la connaissance que les autres ont de leur état mental. Une autre manifestation de l'illusion de transparence (parfois appelée l'illusion de transparence de l'observateur) est la tendance qu'ont les individus à surestimer leur capacité à comprendre l'état mental d'autrui. Ce biais cognitif est similaire à l'illusion de connaissance asymétrique.

## Recherche
Pour sa dissertation de doctorat en psychologie à l'Université de Stanford, Elizabeth Newton a créé un test simple qu'elle considérait comme une illustration du phénomène. Le test consiste à tapoter avec les doigts le rythme d'une chanson bien connue, comme « Joyeux anniversaire » ou un hymne national, et à le faire deviner par le sujet. Les gens estiment généralement que la chanson sera devinée correctement dans environ 50 % des tests, mais seulement 3 % devinent la bonne chanson. La personne qui tapote peut entendre chaque note et les paroles dans sa tête ; cependant, l'observateur, sans accès à ce que pense le testeur, n'entend qu'un tapotement rythmique.

## La prise de parole en public et l'anxiété
L'illusion de transparence est commune chez les orateurs. Elle peut être augmentée par l'effet de projecteur. Lors d'un discours, un orateur a tendance à surestimer le degré auquel sa nervosité est perçue par le public. Il ressort des diverses études que lorsque le public est interrogé, les émotions du locuteur ne sont pas aussi évidentes pour la foule que cela puisse paraître aux yeux du locuteur. L'anxiété initiale dans une situation de prise de parole en public peut causer du stress que l'orateur pense évident pour son auditoire, en raison de l'illusion de transparence. Cette perception erronée peut amener le locuteur à compenser, ce qu'il ressent alors est encore plus évident pour la foule, et le stress augmente dans une boucle de rétroaction. La conscience des limites de la perception que les autres ont de notre état mental peut aider à briser le cycle et à réduire l'anxiété liée à la prise de parole.
Les études sur la prise de parole en public et l'illusion de transparence
Kenneth Savitsky et Thomas Gilovich ont réalisé deux expériences sur le lien entre la prise de parole en public et l'illusion de la transparence. La première portait sur la perception du niveau d'anxiété de l'orateur par rapport à la perception par l'observateur des niveaux d'anxiété de l'orateur. Comme prévu, le locuteur se jugeait plus durement que l'observateur.
Dans leur deuxième étude, Savitsky et Gilovich se sont concentrés sur le lien entre l'illusion de la transparence et l'exacerbation de l'angoisse de la parole. Les participants à cette étude ont été divisés en trois groupes: contrôle, rassuré et informé. Tous ont reçu un sujet et ont eu cinq minutes pour préparer un discours devant une foule, après quoi ils se sont évalués sur leur anxiété, la qualité de leur discours et leur apparence. Les observateurs les ont également évalués sur leurs niveaux d'anxiété et la qualité de leur discours. Le groupe témoin n'a reçu aucune autre instruction préalable. Les groupes rassurés et informés ont tous deux été informés à l'avance qu'il est normal de ressentir de l'anxiété à l'idée de prononcer un discours. On a dit au groupe "rassuré" que la recherche indique qu'ils ne devraient pas s'inquiéter à ce sujet. Le groupe "informé" a été informé sur l'illusion de transparence et le fait que la recherche indique que les émotions ne sont généralement pas aussi évidentes pour les autres que les gens croient qu'elles le sont. Les membres du groupe informé se sont classés supérieurs à tous égards et ont également été notés plus haut par les observateurs. Comprenant que le public ne serait pas capable de percevoir leur nervosité, ceux-ci avaient moins de stress et leur discours avait tendance à être meilleur.

## L'effet du témoin
Thomas Gilovich, Kenneth Savitsky et Victoria Husted Medvec estiment que ce phénomène est en partie la raison de l'effet du témoin. Ils ont constaté que la préoccupation ou l'inquiétude ne sont pas aussi évidentes pour les observateurs que l'individu qui les éprouve et que les gens croient qu'ils seraient capables de lire les expressions des autres mieux qu'ils ne le peuvent réellement.
Lorsqu'ils sont confrontés à une situation d'urgence potentielle, les gens se montrent généralement détendus, adoptent un air de nonchalance et surveillent les réactions des autres pour déterminer si une crise est réelle. Personne ne veut réagir de façon excessive, après tout, si ce n'est pas une véritable urgence. Cependant, parce que chaque individu se retient, a l'air nonchalant et surveille les réactions des autres, il arrive que tout le monde conclue (peut-être à tort) que la situation n'est pas une urgence et ne nécessite donc pas d'intervention.
—  Thomas Gilovich, Kenneth Savitsky et Victoria Husted Medvec, Journal of Personal and Social Psychology, vol. 75, n ° 2

## Voir également
- L'effet du témoin
- La liste des biais cognitifs
- L'effet de projecteur
- L'illusion de connaissance asymétrique
- L'Écart d'appréciation